# Carl Weathers
Pour les articles homonymes, voir Weathers.
Carl Weathers, né le 14 janvier 1948 à La Nouvelle-Orléans et mort le 2 février 2024 à Los Angeles, est un sportif, acteur, réalisateur et producteur américain.
Apparaissant dans 75 films et émissions de télévision au cours de ses cinquante années de carrière, Carl Weathers est notamment connu pour avoir incarné le rôle du boxeur Apollo Creed dans les quatre premiers films de la saga Rocky (1976-1985) aux côtés de Sylvester Stallone, et celui du major George Dillon dans le film Predator (1987) aux côtés d'Arnold Schwarzenegger.
À partir de 2019, il incarne le rôle de Greef Karga dans la série en prise de vues réelles The Mandalorian, issue de l'univers Star Wars. Il est également réalisateur de plusieurs épisodes dans les trois saisons de la série.

## Biographie

### Formation et débuts
Avant d'être acteur, Carl Weathers est joueur de football américain dans l'équipe des Oakland Raiders de la NFL, et dans celle des Lions de la Colombie-Britannique de la LCF.
En 1974, après avoir obtenu son diplôme en Arts du Théâtre à l'Université d’État de San Diego, il arrête le sport de compétition pour se consacrer à son art.

### Carrière
Carl Weathers est surtout connu pour avoir incarné le personnage d'Apollo Creed, le premier adversaire puis l'ami de Rocky Balboa (Sylvester Stallone) dans la saga Rocky (du premier volet Rocky en 1976, jusqu'à Rocky IV en 1985, au début duquel son personnage meurt lors d'un combat).
Il apparaît aussi dans le film Predator (1987) de John McTiernan aux côtés de Arnold Schwarzenegger (futur gouverneur de Californie) et de Jesse Ventura (futur gouverneur du Minnesota). Carl Weathers apparaîtra l'année plus tard dans un segment de l'émission humoristique Saturday Night Live annonçant qu'il se lance à son tour en politique, appelant les gens à voter pour lui au motif qu'il était « le mec noir dans Predator »[réf. souhaitée].
En 2006, quand Sylvester Stallone demande aux anciens acteurs des quatre premiers volets de la saga Rocky leur autorisation pour inclure des images d'archive les représentant dans le film Rocky Balboa, les acteurs Mr. T et Dolph Lundgren acceptent, mais Carl Weathers pose comme condition d'avoir un rôle effectif dans ce film (alors même que son personnage est mort depuis plus de vingt ans au moment où se déroule le récit). L'acteur n'y apparaît donc pas, et ce sont des images d'un autre boxeur noir qui sont incluses au montage. Plus tard, en revanche, l'acteur accepte l'utilisation d'images d'archives le représentant pour les films Creed (2015) et Creed II (2018), centrés autour du fils d'Apollo Creed.

### Engagements
Carl Weathers a été membre de la Big Brothers Association et a fait partie du Comité olympique des États-Unis.[réf. nécessaire]

### Vie privée
Carl Weathers épouse en 2007 Jennifer Peterson, sa troisième épouse. Il est le père de deux enfants, issus des mariages précédents. Le couple divorce en 2009.

### Mort
Carl Weathers meurt le 2 février 2024 à l’âge de 76 ans,, « paisiblement dans son sommeil » indiquent ses proches. Il aurait succombé à un arrêt cardiaque dû à la maladie, dont il souffrait visiblement depuis plusieurs années.
Réagissant à la mort de l'acteur, Sylvester Stallone a indiqué : « Aujourd’hui est un jour incroyablement triste pour moi [...] Carl Weathers a fait partie intégrante de ma vie, de mon succès [...] et je lui en suis incroyablement reconnaissant ».

## Filmographie

### Acteur

#### Cinéma
- 1975 : La panthère est de retour (Friday Foster) : Yarbro
- 1975 : Bucktown : Hambone
- 1976 : The Four Deuces : le chauffeur de taxi
- 1976 : Rocky : Apollo Creed
- 1977 : Rencontres du troisième type (Close Encounters of the Third Kind) : policier militaire
- 1977 : Les Faux-durs (Semi-Tough) de Michael Ritchie : Dreamer Tatum
- 1978 : L'Ouragan vient de Navarone (Force 10 from Navarone) : sergent Weaver
- 1979 : Rocky 2 : Apollo Creed
- 1981 : Chasse à mort (Death Hunt) : Sundog / George Washington Lincoln Brown
- 1982 : Rocky 3, l'œil du tigre (Rocky III) : Apollo Creed
- 1985 : Rocky 4 : Apollo Creed
- 1987 : Predator : Major George Dillon
- 1988 : Action Jackson de Craig R. Baxley : sergent Jericho 'Action' Jackson
- 1992 : Hurricane Smith : Billy 'Hurricane' Smith
- 1996 : Happy Gilmore : Chubbs Peterson
- 1999 : Elevator Seeking : William
- 2000 : Little Nicky : Chubbs Peterson
- 2006 : The Sasquatch Dumpling Gang : Dr Artimus
- 2007 : The Comebacks : Freddie Wiseman
- 2012 : American Warships : général Hugh McKraken
- 2015 : Creed : L'Héritage de Rocky Balboa : Apollo Creed (photos et vidéos d'archive)
- 2018 : Creed II (photos d'archive)
- 2019 : Toy Story 4 : Combat Carl

#### Télévision
- 1975 : Kung Fu (série télévisée) : Bad Sam
- 1975 : Good Times (série télévisée) : Calvin Brooks
- 1975 : S.W.A.T. (série télévisée) : Ed
- 1975 : L'Homme qui valait trois milliards (The Six Million Dollar Man) (série télévisée) : Stolar (saison trois ; épisode 8)
- 1975 : Cannon (série télévisée) : Dan Holloway
- 1975 : Switch (série télévisée) : lieutenant Gifford
- 1976 : McCloud (série télévisée) : officier Delaney
- 1976 : Starsky et Hutch (série télévisée) : Al Martin
- 1976 : Barnaby Jones (série télévisée) : Jack Hopper
- 1976 : Serpico (série télévisée) : Snake
- 1977 : Les Rues de San Francisco (The Streets of San Francisco) (série télévisée) : officier Hague
- 1977 : Voyage dans l'inconnu (Tales of the Unexpected) (série télévisée) : Dalby
- 1977 : The Hostage Heart (en) (téléfilm) : Bateman Hooks
- 1978 : The Bermuda Depths (téléfilm) : Eric
- 1985 : Braker (téléfilm) : lieutenant Harry Braker
- 1986 : Fortune Dane (en) (série télévisée) : Fortune Dane
- 1986 : The Defiant Ones (en) (téléfilm) : Cullen Monroe
- 1989-1990 : L'Enfer du devoir (Tour of Duty) (série télévisée) : colonel Brewster
- 1990 : Dangerous Passion (téléfilm) : Kyle Westem
- 1991-1993 : Street Justice (série télévisée) : Adam Beaudreaux
- 1993-1995 : Dans la chaleur de la nuit (In the Heat of the Night) (série télévisée) : Chef Hampton Forbes
- 1994 : In the Heat of the Night: By Duty Bound (téléfilm) : Chef Hampton Forbes
- 1994 : In the Heat of the Night: Give Me Your Life (téléfilm) : Chef Hampton Forbes
- 1995 : In the Heat of the Night: Grow old Along with Me (téléfilm) : Chef Hampton Forbes
- 1995 : OP Center (téléfilm) : général Mike Rodgers
- 1997 : Assault on Devil's Island (téléfilm) : Roy Brown
- 1999 : Shadow Warriors II: Hunt for the Death Merchant (téléfilm) : Roy Brown
- 2003 et 2007 : The Shield (série télévisée) : Joe Clark
- 2005 : Alien Siege (téléfilm) : général Skyler
- 2008 : Urgences (ER) (série télévisée) : Louie Taylor
- 2008 : Phoo Action (téléfilm) : Chef Benjamin Benson
- 2008 : "5 Second Movies" Rocky (série TV)
- 2009 : Arrested Development (série télévisée) : lui-même
- 2010 : Psych : Enquêteur malgré lui (Psych) (série télévisée) : Boone
- 2010 : Chadam (série télévisée) : le narrateur
- 2016 : Colony (série télévisée) : Beau
- 2016-2017 : Chicago Police Department (Chicago PD) - 4 épisodes : Mark Jefferies
- 2017 : Chicago Justice - 13 épisodes : Mark Jefferies
- 2017-2018 : Star Butterfly - 6 épisodes
- 2018 : New York, unité spéciale (saison 20, épisode 3) : procureur Mark Jefferies
- 2018 : Magnum P.I. - 1 épisode : Dan Sawyer
- 2019-2023 : The Mandalorian : Greef Karga

### Réalisateur
- 1993-1997 : Les Dessous de Palm Beach (Silk Stalkings) (série télévisée)
- 2000 : Sheena, Reine de la Jungle (série télévisée)
- 2000 : La Vie avant tout (Strong Medicine) (série télévisée)
- 2002 : For the People (série télévisée)
- 2004 : ABC/TTV micro-mini series (série télévisée)
- 2019 : Hawaii 5-0 (série télévisée) - saison 9, épisode 11
- 2020-2023 : The Mandalorian (série télévisée) - saison 2, épisode 4 et saison 3, épisode 4

### Producteur
- 1986 : L'Impossible évasion (The Defiant Ones) (téléfilm)
- 1990 : Dangerous passion (téléfilm)

## Jeux vidéo

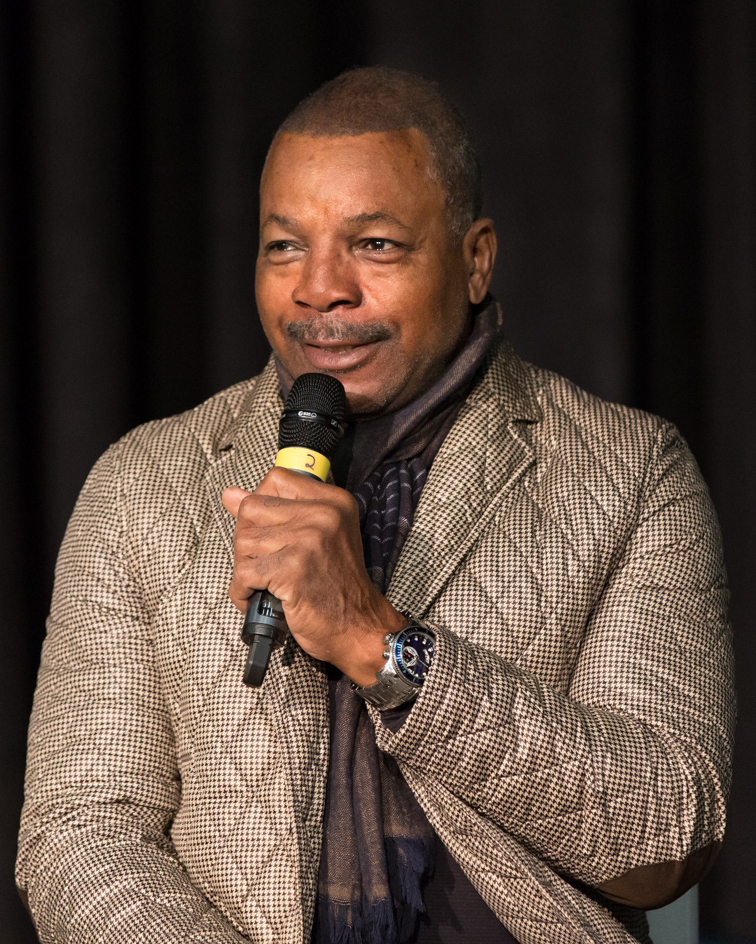
Carl Weathers en 2015.

| Year | Title                                  | Voice role          | Notes |
| ---- | -------------------------------------- | ------------------- | ----- |
| 2005 | Mercenaries: Playground of Destruction | Col. Samuel Garrett |       |
| 2015 | Mortal Kombat X                        | Jax Briggs          | DLC   |
| 2021 | The Artful Escape                      | Lightman            |       |

## Musique
- You Ought To Be With Me (1981)[9]
- We've Only Just Begun, sur la bande originale du film Happy Gilmore[10].

Carl Weathers a aussi fait une apparition dans le clip vidéo de la chanson Liberian Girl de Michael Jackson.

## Voix francophones
En France, Med Hondo était la voix la plus régulière de Carl Weathers de 1976 à 2009. Il l'a notamment doublé dans les trois premiers films Rocky, Chasse à mort, Predator, Action Jackson ou encore dans les séries Street Justice, The Shield et Brothers. Pour Rocky 4, c'est Sady Rebbot qui lui prête sa voix.
Depuis le milieu des années 2010, plusieurs comédiens alternent le doublage de l'acteur. Ainsi, Achille Orsoni est sa voix dans les différentes séries Chicago, Saïd Amadis qui l'avait doublé dans The Comebacks le double dans la nouvelle série Magnum, Frédéric Souterelle est sa voix dans Colony et Rody Benghezala dans The Mandalorian.